# かたさ度
かたさ度（かたさど）は、米菓（せんべい、あられ）に表示される硬さの目安。

## 概要
和洋女子大学柳沢幸江教授らの「【米菓かたさ度】表示推進プロジェクト」が進めており、菓子卸売のお菓子マーケットプレイスの推進により、2008年度以降一部の米菓商品に評価がつけられている。機械による測定と、官能検査で5段階評価を行う。これにより歯の弱い人や硬いものが好きな人が米菓を選ぶ目安となる。

## 測定方法
機械測定テクスチャーアナライザーで直径3mmの円柱が米菓製品を割るときの力の20回の平均を求める。
官能検査20代から40代の男女10名以上が、仮に評価3とする草加せんべいと比べて、-5（非常に柔らかい）から+5（非常に硬い）の11段評価をし、その平均をとる。